# Roanoke Express
Roanoke Express byl profesionální americký klub ledního hokeje, který sídlil v Roanoke ve Virginii. V letech 1993–2004 působil v profesionální soutěži East Coast Hockey League. Express ve své poslední sezóně v ECHL skončily v osmifinále play-off. Své domácí zápasy odehrával v hale Berglund Center s kapacitou 8 672 diváků. Klubové barvy byly černá, kaštanově hnědá a bílá.

## Přehled ligové účasti
Zdroj: 
- 1993–1997: East Coast Hockey League (Východní divize)
- 1997–2003: East Coast Hockey League (Severovýchodní divize)
- 2003–2004: East Coast Hockey League (Jižní divize)